# Gouverneurswahlen in Japan 2017
Gouverneurswahlen in Japan fanden 2017 in neun Präfekturen statt.

## 22. Januar: Yamagata
Für den 22. Januar war die Gouverneurswahl in Yamagata angesetzt. Aber wie schon bei der Gouverneurswahl 2013 hatte sich kein Kandidat außer Gouverneurin Mieko Yoshimura gemeldet, die damit schon zum gesetzlichen Wahlkampfbeginn am 5. Januar als Wahlsiegerin ohne Abstimmung feststand.

## 29. Januar: Gifu
In Gifu bewarb sich der seit 2005 amtierende Gouverneur Hajime Furuta mit Unterstützung beider großer Parteien für eine vierte Amtszeit. Mit Unterstützung der KPJ trat Mitsuhiro Takaki an, ehemaliges Mitglied des Komitees der KPJ Gifu und 2016 erfolgloser (3.147 Stimmen landesweit) KPJ-Kandidat bei der Verhältniswahl zum Oberhaus. Im Wahlkampf forderte Takaki unter anderem eine Ausweitung der Sozialleistungen und eine Überprüfung großer Infrastrukturprojekte. Bei leicht gestiegener Wahlbeteiligung von 36,39 % (2013: 33,92 %) setzte sich Furuta mit überwältigender Mehrheit durch (Furuta 493.224 Stimmen, Takaki 112.382).

## 26. März: Chiba
Die Gouverneurswahl in Chiba fand am 26. März statt, die Bekanntmachung (Wahlbeginn) erfolgte damit am 9. März. Gouverneur Kensaku Morita kandidierte für eine dritte Amtszeit, gegen ihn traten drei Herausforderer an: Hideki Matsuzaki, bisher Bürgermeister der Stadt Urayasu, der ehemalige Oberschullehrer Shin’ichi Sumiya und Hisakazu Takenami, ehemaliger Angestellter eines Bauunternehmens. Die Präfekturverbände von LDP und Kōmeitō unterstützten Moritas Wiederwahl, Sumiya wird von KPJ, Liberaler Partei und Shimin Network Chiba unterstützt. Die Demokratische Fortschrittspartei gibt wie schon die Demokratische Partei vor vier Jahren keine Wahlempfehlung ab.
Zu den Wahlkampfthemen gehörten unter anderem die von Morita vorangetriebene Mautsenkung für die Tōkyō-wan-Aqua-Line seit 2009, die er aufrechterhalten will, und die Vorbereitungen auf die Olympischen Sommerspiele 2020 in der Nachbarpräfektur Tokio, für die einige Wettkampfstätten in Chiba liegen sollen. Die Wahlbeteiligung sank noch leicht gegenüber dem niedrigen Wert von 2013 (31,96 %) auf 31,18 %. Morita gewann mit Zweidrittelmehrheit.
| Kandidat                | Stimmen   | Anteil   |
| ----------------------- | --------- | -------- |
| Kensaku Morita          | 1.094.291 | 68,8 %   |
| Hideki Matsuzaki        | 347.194   | 21,8 %   |
| Shin’ichi Sumiya        | 135.532   | 8,3 %    |
| Hisakazu Takenami       | 16.072    | 1,0 %    |
| Summe                   |           | 100,00 % |
| Ungültige Stimmen u. ä. |           |          |
| Wahlbeteiligung         |           | 31,2 %   |

## 9. April: Akita
In Akita (Wahltag 9. April, Bekanntmachung 23. März) hatte Amtsinhaber Norihisa Satake, der zuletzt 2013 ohne Abstimmung bestätigt wurde, im Dezember 2016 angekündigt, dass er sich für eine dritte Amtszeit bewerben will. Seine Wiederwahl wurde unter anderem vom LDP-Präfekturverband, Kōmeitō und SDP unterstützt. Herausgefordert wurde er von seinem Vorgänger Sukeshiro Terata, zwischenzeitlich von 2010 bis 2016 Abgeordneter im Nationalparlament (Minna→Yui→Ishin→parteilos/Minshintō-Fraktion), und dem kommunistischen ehemaligen Präfekturparlamentsabgeordneten Umeyoshi Yamauchi. Satake gewann.
| Kandidat                | Stimmen | Anteil   |
| ----------------------- | ------- | -------- |
| Norihisa Satake         | 335.795 | 67,8 %   |
| Sukeshiro Terata        | 123.868 | 25,0 %   |
| Umeyoshi Yamauchi       | 35.382  | 7,1 %    |
| Summe                   | 495.045 | 100,00 % |
| Ungültige Stimmen u. ä. | 4.573   | 0,9 %    |
| Wahlbeteiligung         | 499.618 | 56,8 %   |

## 25. Juni: Shizuoka
Die Gouverneurswahl in Shizuoka war zusammen mit einer Nachwahl zum Präfekturparlament für den 25. Juni angesetzt, die Bekanntmachung für die Gouverneurswahl erfolgte damit am 8. Juni. Amtsinhaber Heita Kawakatsu kandidierte mit Unterstützung der Minshintō Shizuoka für eine dritte Amtszeit, einzige Gegenkandidatin war die ehemalige Olympiamedaillengewinnerin und Hochschuldozentin Noriko Mizoguchi, die von 2014 bis 2015 Vorsitzende des Präfekturbildungsausschusses von Shizuoka war. Sie wurde von Teilen des LDP-Präfekturverbands unterstützt, der auf eine eigene Nominierung verzichtet hatte.

Wahlsieger nach Gemeinde bzw. in den beiden designierten Großstädten nach Bezirk, Kawakatsu blau, Mizoguchi grau

Die Wahlbeteiligung sank gegenüber 2013 (49,5 %) um rund drei Punkte. Kawakatsu setzte sich insgesamt mit knapp 60 % der Stimmen durch, deutlich weniger als 2013, als er mit 72,6 % der Stimmen im Amt bestätigt worden war. Mizoguchi erhielt zwar in der Hauptstadt Shizuoka rund 6.000 Stimmen mehr als Kawakatsu, der aber allein in Shizuokas größter Stadt Hamamatsu rund 78.000 Stimmen mehr auf sich vereinigte und auch in allen anderen Städten gewann.
| Kandidat                | Stimmen   | Anteil   |
| ----------------------- | --------- | -------- |
| Heita Kawakatsu         | 833.389   | 59,7 %   |
| Noriko Mizoguchi        | 563.316   | 40,3 %   |
| Summe                   | 1.396.705 | 100,00 % |
| Ungültige Stimmen u. ä. | 24.740    | 1,7 %    |
| Wahlbeteiligung         | 1.421.445 | 46,4 %   |

## 2. Juli: Hyōgo
In Hyōgo (amtliche Bekanntmachung 15. Juni, Wahltag 2. Juli) traten 2017 drei Herausforderer gegen Gouverneur Toshizō Ido an: der Kolumnist Masahiko Katsuya, der KPJ-unterstützte ehemalige Rōren-Gewerkschafter Tomohisa Tsugawa und Chōzō Nakagawa, ehemaliger Bürgermeister der Stadt Kasai und abgeschlagener Gouverneurskandidat in Tokio 2016. Die Präfekturverbände von LDP, Minshintō, Kōmeitō und SDP unterstützten Idos Wiederwahl.
Gouverneur Ido wurde mit absoluter Mehrheit für eine fünfte Amtszeit wiedergewählt.
| Kandidat                | Stimmen   | Anteil   |
| ----------------------- | --------- | -------- |
| Toshizō Ido             | 944.544   | 51,2 %   |
| Masahiko Katsuya        | 646.967   | 35,1 %   |
| Tomohisa Tsugawa        | 148.961   | 8,1 %    |
| Chōzō Nakagawa          | 102.919   | 5,6 %    |
| Summe                   | 1.843.391 | 100,00 % |
| Ungültige Stimmen u. ä. | 19.976    | 1,1 %    |
| Wahlbeteiligung         | 1.863.367 | 40,9 %   |

## 27. August: Ibaraki
Ibaraki: Der mit fünf Wiederwahlen landesweit dienstälteste Gouverneur Masaru Hashimoto unterlag dem von LDP und Kōmeitō unterstützten Kandidaten Kazuhiko Ōigawa, einen ehemaligen MITI-Beamten und IT-Manager. KPJ-gestützte Kandidatin war Makomi Tsuruta, Vorstandsmitglied einer Non-Profit-Organisation.
| Kandidat                                                                 | Stimmen      | Anteil   |
| ------------------------------------------------------------------------ | ------------ | -------- |
| Kazuhiko Ōigawa                                                          | 497.361      | 47,5 %   |
| Masaru Hashimoto                                                         | 427.743      | 40,8 %   |
| Makomi Tsuruta                                                           | 122.013      | 11,7 %   |
| Summe                                                                    | 1.047.123    | 100,00 % |
| Ungültige Stimmen Abgewiesene Stimmen Mitgenommene Stimmzettel Sonstiges | 9.157 2 5 −1 | 0,9 %    |
| Wahlbeteiligung                                                          | 1.056.280    | 43,5 %   |

## 22. Oktober: Miyagi
In Miyagi (Wahlbeginn 5. Oktober, Wahltag 22. Oktober) wurde Amtsinhaber Yoshihiro Murai für eine vierte Amtszeit wiedergewählt. Er gewann mit über 81 % der Stimmen gegen den KPJ-unterstützten Satoshi Tatara.

## 12. November: Hiroshima
Hiroshima: Gouverneur Hidehiko Yuzaki, der 2013 für eine am 28. November 2017 endende zweite Amtszeit gewählt worden war, setzte sich am 12. November 2017 mit überwältigender Mehrheit und Unterstützung der drei größten Parteien (LDP, DFP, Kōmeitō) gegen den kommunistischen Herausforderer Atsumi Takami (9,9 %) durch und wurde für eine dritte Amtszeit von vier Jahren wiedergewählt.